# Instituto Histórico e Geográfico Brasileiro
L'Instituto Histórico e Geográfico Brasileiro (IHGB) è il più antico ente di promozione della ricerca e preservazione storico-geografica, culturale e delle scienze sociali del Brasile. È stato fondato il 21 ottobre 1838.

## Storia
L'Istituto nacque nel 1838, nell'assemblea della Sociedade Auxiliadora da Indústria Nacional, su proposta del canonico Januário da Cunha Barbosa e del maresciallo Raimundo José da Cunha Matos. La sua fondazione, insieme con l'Archivio Pubblico dell'Impero, che si aggiungevano all'Academia Imperial de Belas Artes, si deve all'impegno dei conservatori (reggenza di Pedro de Araújo Lima), per la costruzione di uno stato imperiale centralizzato e forte. L'Istituto ebbe due fini principali: la raccolta e la pubblicazione di documenti rilevanti per la storia del Brasile e l'incentivo all'insegnamento pubblico della storia.
L'assemblea di fondazione fu composta da ventisette membri fondatori, la cui maggioranza, oltre a ricoprire incarichi governativi, era parte di una generazione nata in Portogallo e trasferita in Brasile al seguito di Giovanni VI: formati a Coimbra erano refrattari agli ideali della Rivoluzione francese. Questo gruppo fu dominante nell'Istituto e nel governo fino all'inizio degli anni 1850, quando fu sostituito dalla generazione formata in Brasile. Localizzato a Rio de Janeiro, sede della corte, aveva l'ambizione di rappresentare tutto il Brasile. Riunì nelle sue file l'élite della società e degli intellettuali dell'epoca, comprendendo membri locali (50 soci effettivi) e di altre parti del Paese e del mondo (un numero illimitato di soci corrispondenti).
Alle commissioni di geografia e di storia erano affidati i compiti di ricevere memorie, documenti e articoli, davano il loro parere destinandoli alla rivista, a una pubblicazione separata, o soltanto all'archivio. Le sue pubblicazioni diffondevano un messaggio coerente e consonante con l'ideale monarchico.
Nel marzo del 1839 ricevette il patronato dell'imperatore Pietro II, che oltre a esserne protettore, con il tempo ne divenne un membro attivo e ne presiedette centinaia di sessioni. Il legame con il governo fu sempre forte, cinque anni dopo la sua fondazione, il 75% del bilancio dell'Istituto era a carico del governo, percentuale che rimase stabile durante tutto il XIX secolo.

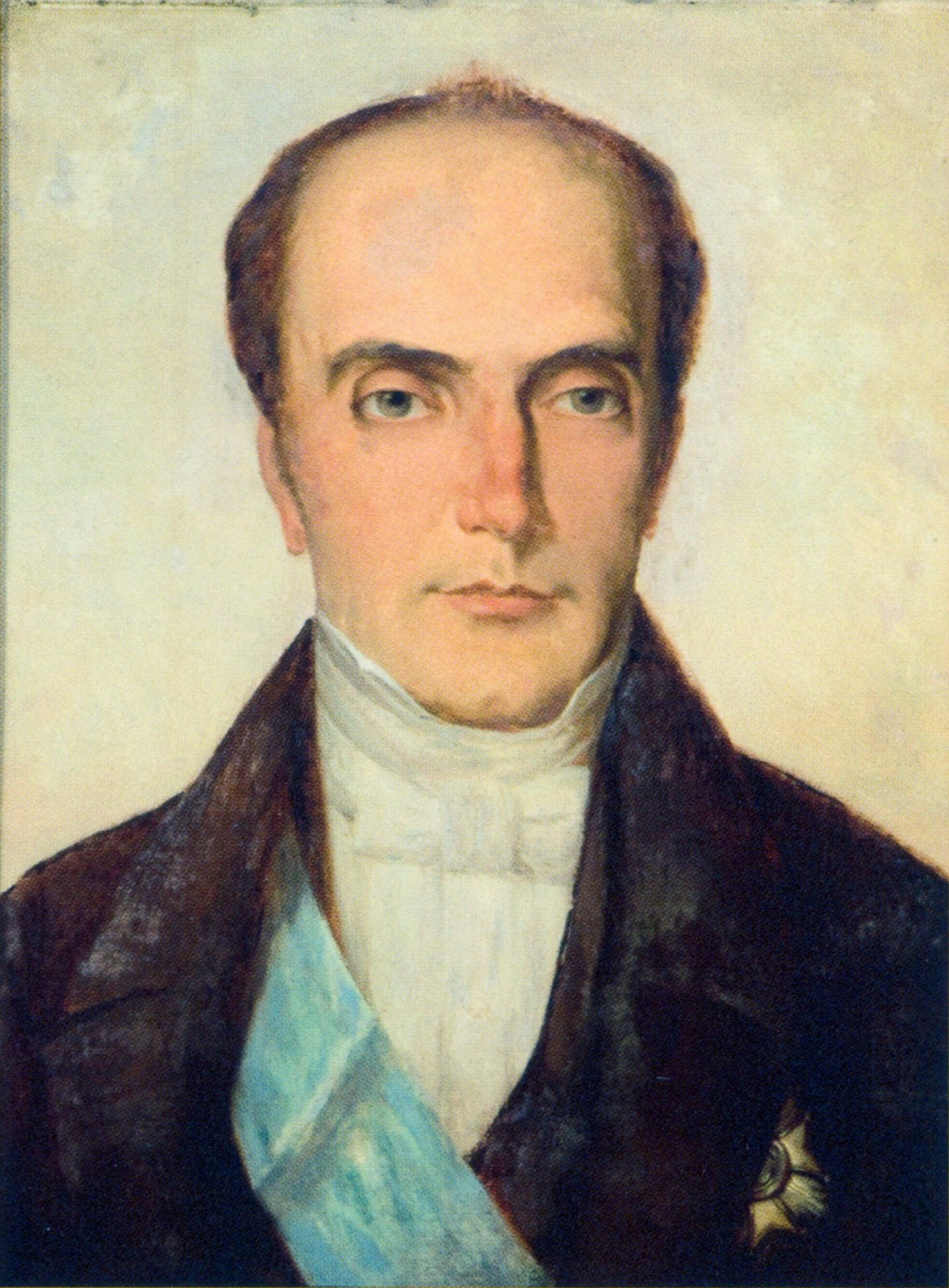
L'Instituto Histórico e Geográfico Brasileiro fu fondato durante la reggenza di Pedro de Araújo Lima, marchese di Olinda.

Nonostante rispecchiasse associazioni illuministe, la sua agenda girava attorno al sovrano: nel 1846, non celebrò la sessione pubblica dell'anniversario, poiché l'imperatore si trovava fuori da Rio de Janeiro; nella sessione magna del 1865, si commemorò il ritorno dell'imperatore a Rio de Janeiro, dopo la Guerra del Paraguay. Inoltre era prassi nell'Istituto inviare delegazioni per complimentare il monarca nelle occasioni di innumerevoli date, di eventi sia personale sia nazionali.
Nel 1840, l'Istituto promosse, dopo una lunga discussione sulla necessità di un buon compendio, un concorso destinato a premiare la miglior maniera di scrivere la storia del Brasile. Il premio fu concesso nel 1847 a Carl von Martius, naturalista, nato in Baviera, che fra il 1817 e il 1820 aveva percorso, fra le altre, le allora provincie di Bahia, Minas Gerais, Goiás e Amazzonia. Il lavoro era già stato pubblicato sulle pagine della rivista dell'Istituto nel 1844.  Intitolato Como se deve escrever a história do Brasil, il testo, sebbene valorizzasse la contribuzione portoghese, specialmente il regime monarchico, metteva in risalto, come caratteristica principale nella storia brasiliana, la fusione delle razze bianca, negra e indigena. Oltre a lui, aveva concorso Julio de Wallestein, proponendo una storia politica scritta attraverso il sistema delle decadi, alla maniera di Tito Livio, con le parti civile, ecclesiastica e letteraria come appendici.
La prima Storia del Brasile che riuscì a seguire il programma dell'Istituto, frattanto, non fu scritta da Martius, ma bensì da Francisco Adolfo de Varnhagen, diplomatico e primo segretario dell'Istituto. Per la pubblicazione della sua História geral do Brasil ("Storia generale del Brasile, 1854), ricorse a un'enorme quantità di documenti inediti, in buona parte copiata dagli archivi europei.
Il primo premio geografico fu concesso a Conrado Jacob Niemeyer per la sua carta geografica dell'Impero.
Con il tempo, i maggiori esponenti della storia e della geografia in Brasile presero posto nell'istituto, poiché l'istituto rappresentava per le scienze sociali, quello che l'Academia Brasileira de Letras rappresentava per la letteratura. Lo scopritore dell'uomo di Lagoa Santa, il naturalista danese Peter Wilhelm Lund (1801-1880), per esempio, fu un suo socio.

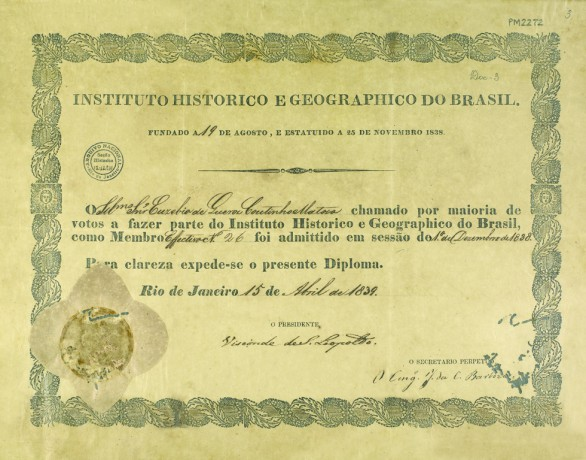
Diploma di socio effettivo dell'Instituto Histórico e Geográfico do Brasil concesso a Eusébio de Queirós. (1839)

Dalla sua fondazione l'Istituto incentivava l'erezione di istituti storici provinciali, in modo che incanalassero verso Rio de Janeiro le informazioni sulle differenti regioni del Brasile. Ciò nonostante, per molti anni l'Istituto fu l'unica fonte di produzione di sapere storico. Il suo monopolio si interruppe solo nel 1862, con la creazione dell'Instituto Arqueológico, Histórico e Geográfico Pernambucano di carattere regionale e successivamente con altri istituti di carattere locale, come quello di San Paolo nel 1894, e quello di Minas Gerais nel 1907.
Con la fine della Monarchia, l'istituto non accettò immediatamente il nuovo governo. Siccome però dipendeva dalle sovvenzioni governative, nel 1891, Deodoro da Fonseca (fratello del 1° segretario João Severiano da Fonseca) fu nominato presidente onorario dell'Istituto, prassi seguita con i successivi governanti. Ciò nonostante l'Istituto non perse l'opportunità di esaltare la figura di Pietro II, inviando le congratulazioni abituali al monarca esiliato. Dopo la sua morte, l'Istituto decretò sette giorni di lutto e ricoprì di un manto funebre per un anno la cattedra che l'imperatore usava quando presiedeva le sessioni.
Il 22 settembre 1941 fu conferita all'Istituto la gran croce dell'Ordine dell'Istruzione pubblica e il 4 aprile 1949 ebbe anche la gran croce dell'Ordine di San Giacomo della Spada, il 20 dicembre 1977 fu reso membro onorario dell'Ordine dell'infante Dom Henrique e il 26 novembre 1987 fu fatto membro onorario dell'Ordine di San Giacomo della Spada.

### Pubblicazione principale

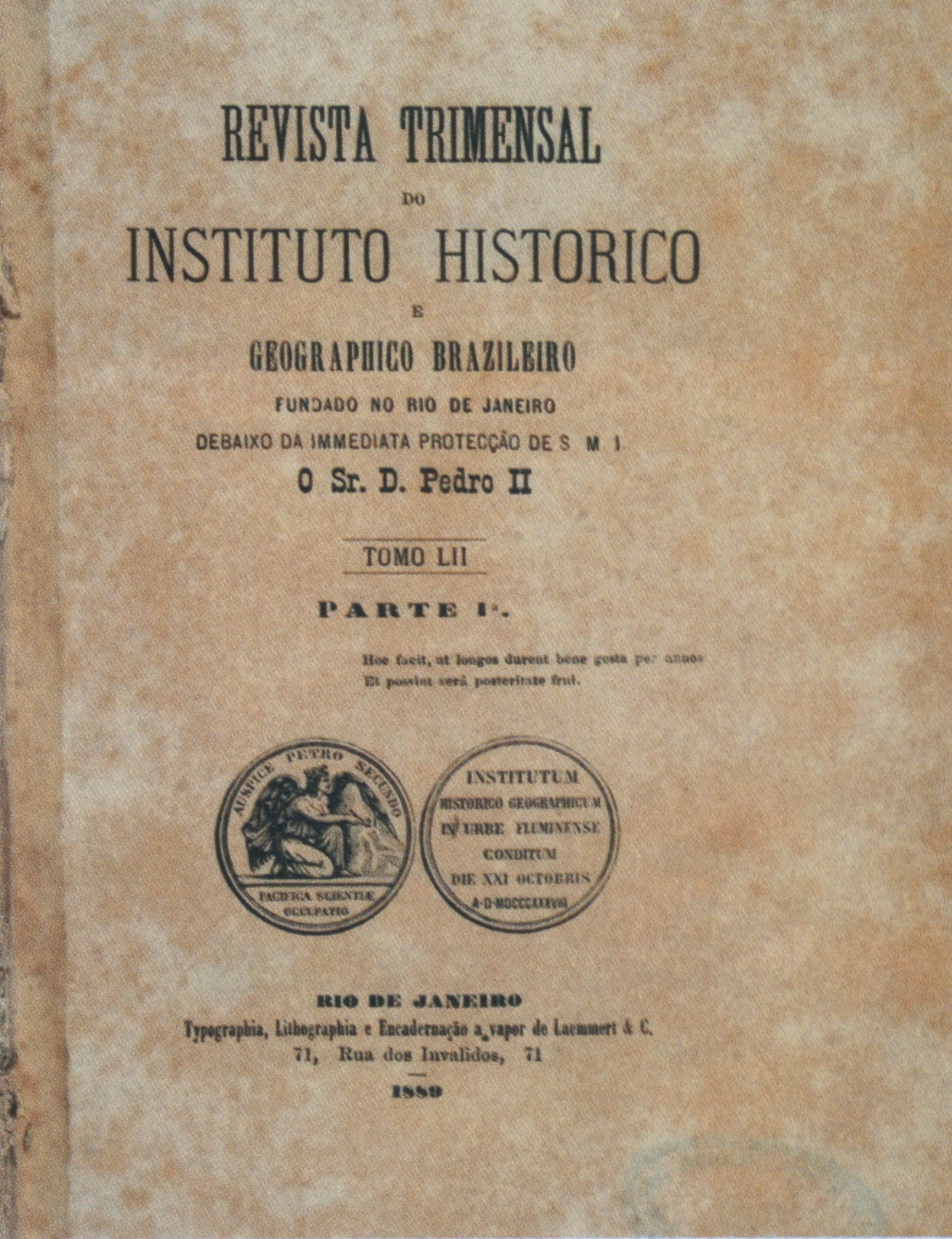
Testata della Revista do Instituto Histórico e Geográfico Brasileiro nel 1889.

Pubblica dal 1839 la Revista do Instituto Histórico e Geográfico Brasileiro con linea editoriale inerente agli obiettivi dell'organizzazione e con periodicità trimestrale.

## Fini
L'Istituto ebbe due fini principali: la raccolta e la pubblicazione di documenti rilevanti per la storia del Brasile e l'incentivo all'insegnamento pubblico della storia.
La Storia del Brasile, scritta dai membri dell'Istituto, doveva mettere in risalto i valori legati all'unità nazionale e alla centralizzazione politica, collocando la giovane nazione brasiliana come erede e continuatrice della missione civilizzatrice portoghese. La nazione, il cui passato l'Istituto voleva costruire, doveva sorgere come frutto di una civilizzazione bianca e europea in un paese tropicale.
Attualmente, oltre a pubblicare la Revista l'Istituto ha un ruolo importante nella preservazione della memoria culturale del paese. Divulga gli studi e le opere dei suoi membri e di enti omologhi del resto del mondo.

## Membri fondatori
I membri fondatori dell'Istituto furono:
- Alexandre Maria de Mariz Sarmento
- Antônio Alves da Silva Pinto
- Antônio José de Paiva Guedes de Andrada
- Aureliano de Sousa e Oliveira Coutinho
- Bento da Silva Lisboa
- Caetano Maria Lopes Gama
- Cândido José de Araújo Viana
- Conrado Jacó de Niemeyer
- Emílio Joaquim da Silva Maia
- Francisco Cordeiro da Silva Torres de Sousa Melo e Alvim
- Francisco Gê Acaiaba de Montezuma
- Inácio Alves Pinto de Almeida
- Januário da Cunha Barbosa
- João Fernandes Tavares
- Joaquim Caetano da Silva
- Joaquim Francisco Viana
- José Antônio Lisboa
- José Antônio da Silva Maia
- José Clemente Pereira
- José Feliciano Fernandes Pinheiro
- José Lino de Moura
- José Marcelino da Rocha Cabral
- José Silvestre Rebelo
- Pedro de Alcântara Bellegarde
- Raimundo José da Cunha Matos
- Rodrigo de Sousa da Silva Pontes
- Tomé Maria da Fonseca e Silva